# ティーエーシー
株式会社ティーエーシー（英称：TAC Corporation, TAC）は、かつて東京都港区に存在したラジオ番組制作プロダクション。

## 概要
1988年に営業開始。TBSラジオの番組制作を中心に活動していた。制作番組のラジオパーソナリティや関連スタッフからは「タック」と呼ばれることが多かった（ただし、資格スクールのTACなどとは無関係）。同じくTBSラジオの番組を多く制作しているテレコム・サウンズよりも報道番組寄りの傾向がある。
ラジオ番組制作以外に、オーディオ・MAスタジオのレンタル業務やミニ・ラジオ中継車「TBS954」による各種情報の取材やリポート、コマーシャル・CD・VP（ビデオパッケージ）なども行っている。「954情報キャスター（現在のTBSラジオキャスター）」もTACの所属であった。
2012年10月1日付でテレコム・サウンズと合併し、「TBSプロネックス」となった。

## 担当番組

### TBSラジオ（2012年9月時点）
- 森本毅郎・スタンバイ!
- 毒蝮三太夫のミュージックプレゼント（大沢悠里のゆうゆうワイド内）
- 荒川強啓 デイ・キャッチ!
- ニュース探究ラジオ Dig
- 土曜ワイドラジオTOKYO 永六輔その新世界
- 久米宏 ラジオなんですけど
- 全国こども電話相談室・リアル!
- ラジオ寄席
- 今晩は 吉永小百合です
- GAKU-Shock
- TBSラジオ エキサイトベースボール（関東圏で開催される試合を共同制作）

など。TBSラジオ番組一覧も参照。
その他、OTTAVAやエフエムさがみの番組制作も担当。

### かつて放送されていた番組
- BATTLE TALK RADIO アクセス
- 夜な夜なニュースいぢり X-Radio バツラジ
- 城島茂のどっち派?!
- ズバリ快答!テレフォン身の上相談（大沢悠里のゆうゆうワイド内）
- 小島慶子 キラ☆キラ（テレコム・サウンズと共同で担当）

など。

## TACスタジオ
ラジオ録音スタジオ2つ、MAスタジオ3つ、映像編集室1つを所有。貸しスタジオとしても使用している。
アニラジの収録スタジオとしてもよく使用され、またインターネットラジオ向けの設備もあるため『のら犬兄弟のギョーカイ時事放談!』『ワンリルキスのSAY!YOU!SAY!ME!R!』等の生配信のUstream番組でも使用されている。
合併後のTBSプロネックスも、同スタジオを運用している。